# Pacification de Mokotów

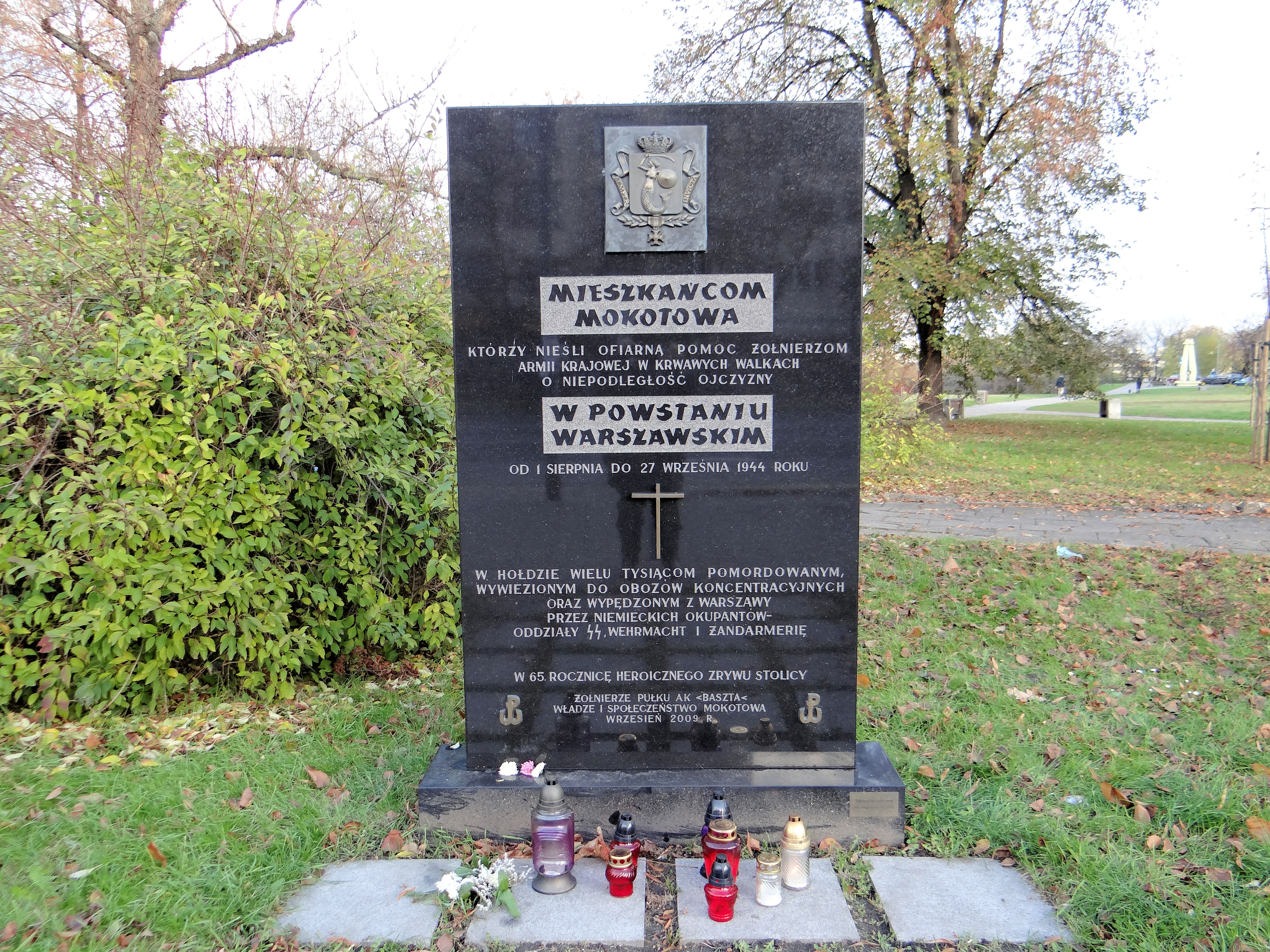
La plaque commémorant la population civile de Mokotów, chassée et assassinée par les Allemands lors de l’insurrection de Varsovie

La pacification de Mokotów est une vague des meurtres en masse, pillages, incendies et viols dans le quartier Mokotów à Varsovie pendant l’insurrection de Varsovie en 1944. Les crimes contre les prisonniers de guerre et la population civile ont été commis par les Allemands jusqu’au moment de la capitulation de Mokotów, le 27 septembre 1944. Cependant, le phénomène était le plus intensif dans les premiers jours de l’insurrection.

## Crimes allemands dans le premier jour de l’insurrection
Le 1er août 1944 à 7h, les soldats de l’Armée de l’intérieur ont attaqué les unités allemandes dans tous les quartiers de Varsovie. À la suite des attaques échouées sur les points bien armés de la résistance allemande des rues Rakowiecka et Puławska, les troupes du District V « Mokotów » ont subi de lourdes pertes. Les insurgés n’ont pas réussi à prendre la caserne dans les écoles dans les rues Kazimierzowska et Woronicza, la forteresse de Mokotów ou l’hippodrome de Służewiec. À cause de cet échec, la grande partie des troupes du District V s’est retirée à la forêt de Kabaty. Les cinq compagnies du régiment « Baszta », dirigées par le lieutenant-colonel Stanisław Kamiński « Daniel » ont pris les immeubles dans les rues Odyńca, Goszczyńskiego, Puławska et Aleja Niepodległości. Dans les jours suivants, les insurgés ont réussi à organiser le grand foyer de la résistance dans le quartier Górny Mokotów.
Dans la nuit du 1 au 2 août 1944, les forces de la SS, de la police et de la Wehrmacht ont perpétré plusieurs crimes de guerre. On fusillait les prisonniers de guerre et achevait les blessés. Les Allemands ignoraient le fait que les soldats de l’Armée de l’intérieur menaient le combat ouvert et possédaient les insignes, donc ils respectaient les règles de la Convention de la Haye. On a tué tous les soldats polonais pris lors d’une attaque sur les poches de résistance allemande dans la rue Rakowiecka et quelques dizaines des prisonniers de guerre du bataillon « Karpaty » qui avaient attaqués l’hippodrome de Służewiec,. Les Allemands ont fusillé aussi au moins 19 insurgés du bataillon « Olza », blessés et capturés pendant l’attaque sur la forteresse de Mokotów. La partie des victimes a été enterrée vivante, ce qui a été confirmé par l’exhumation faite en 1945,.
Pendant cette nuit, il y avait aussi les premiers meurtres sur la population civile de Mokotów. Après avoir contré l’attaque polonaise, les soldats de la Luftwaffe (faisant partie du personnel de Fliegerhorst-Kommandantur Warschau-Okecie) ont chassé près de 500 civils vers la forteresse de Mokotów. Les déplacements ont été accompagnés d’exécutions. On a tué de nombreux habitants des rues Bachmacka, Baboszewska et Syryńska. À la maison de la rue Racławicka 97, les Allemands ont fait sortir environ 14 habitants dans le sous-sol pour les tuer par les grenades,. Les crimes sur les prisonniers et sur la population civile ont été ordonnés par le commandant de la garnison d’Okęcie – général Doerfler.

## Ordre d’Hitler de détruire Varsovie réalisé à Mokotów
En apprenant la nouvelle du déclenchement de l’insurrection, Hitler a ordonné à Reichsführer-SS Himmler et au commandant de l’état-major de l’Oberkommando des Heeres, général Heinz Guderian de raser Varsovie et d’exterminer tous ses habitants. Selon la relation de SS-Obergruppenführer Erich von dem Bach-Zelewski, nommé commandant des forces chargées de réprimer l’insurrection, l’ordre a été rédigé comme suit: « On doit tuer chaque habitant sans faire les prisonniers. Varsovie doit être rasé afin de faire un exemple effrayant pour le reste de l’Europe ». L’ordre d’Hitler de détruire la ville est aussi parvenu aux commandants de la garnison allemande à Varsovie. SS-Oberführer Paul Otto Geibel, chef de la SS et de la police du district de Varsovie a déclaré après la guerre que Himmer lui avait ordonné par téléphone le 1er août: « Liquidez-vous les dizaines de milliers ». Le 2 août, le commandant de la garnison de Varsovie, général Reiner Stahel, a ordonné aux unités de Wehrmacht lui subordonnées de tuer tous les hommes considérés comme les insurgés, vrais ou supposés, et de faire les prisonniers de la population civile (y compris des femmes et des enfants).
À l’époque, Mokotów a été pourvu de fortes unités allemandes, entre autres le 3e bataillon de réserve de Panzergrenadier de la SS dans la caserne de la rue Rakowiecka (SS-Stauferkaserne), les batteries d'artillerie antiaérienne à Pole Mokotowskie, les unités de la Luftwaffe à la forteresse de Mokotów et dans la caserne d’artillerie anti-aérienne dans la rue Puławska (Flakkaserne) et l’unité de la gendarmerie dans l’édifice du commissariat du district dans la rue Dworkowa. Toutefois, l’extermination ordonnée par Hitler n’a pas porté les résultats à Mokotów aussi tragiques qu’à Wola, Ochota ou Śródmieście Południowe. Le quartier a été considéré comme périphérique, longtemps libre de grandes actions offensives. Les troupes allemandes, passives envers les insurgés, ont tué en masse la population civile polonaise. On a brûlé les maisons, pillé les propriétés polonaises et violé les femmes,. Les survivants ont été déportés vers le camp de transit à Pruszków, et ensuite vers les camps de concentration ou aux travaux forcés dans le Troisième Reich.

### Massacre dans le prison de Mokotów

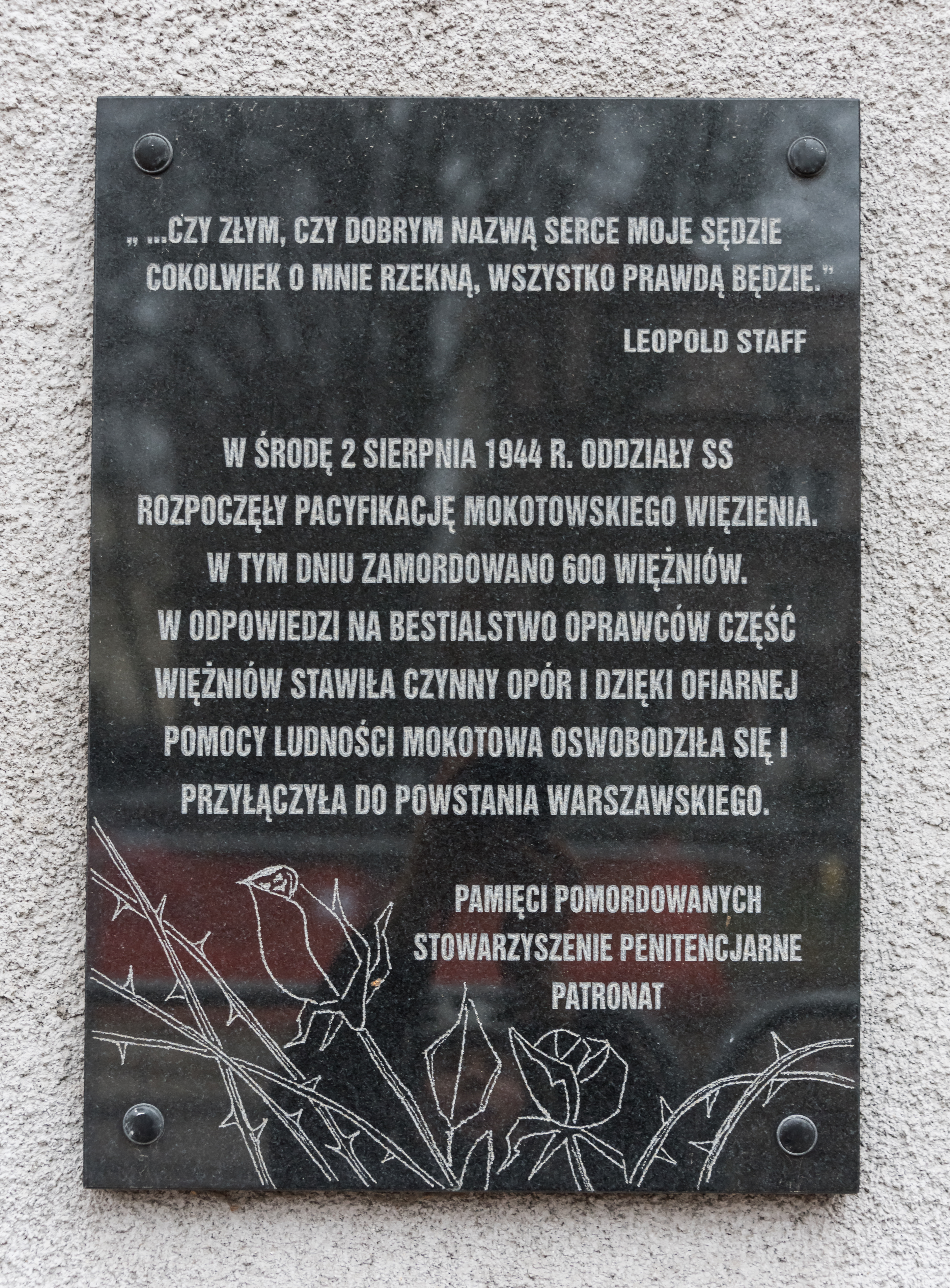
La plaque commémorative sur le mur de la prison de Mokotów

Au moment du déclenchement de l’insurrection, dans la prison de la rue Rakowiecka 37 il y avait 794 prisonniers, y compris 41 mineurs. Le 1er août, l’établissement a été attaqué par les soldats de l’Armée de l’intérieur, qui ont réussi à pénétrer dans la prison et prendre le bâtiment administratif, mais ils ne sont pas parvenus à entrer les bâtiments pénitentiaires.
Le 2 août, l’inspecteur judiciaire Kirchner, nommé intérim du directeur de la prison à Mokotów, a été convoqué à la caserne de la SS dans la rue Rakowiecka 4. SS-Obersturmführer Martin Patz, commandant du 3e bataillon de réserve Panzergrenadier de la SS l’a informé que le général Reiner Stahel avait ordonné de liquider tous les prisonniers. Cette décision a été confirmée aussi par SS-Oberführer Paul Otto Geibel, qui a ordonné en plus de fusiller les gardiens polonais. Kirchner a établi aussi un bulletin de prise en charge selon lequel tous les détenus de la prison de Mokotów sont passés sous le contrôle de Patz. L’après-midi, les SS sont entrés sur le terrain de la prison. Ils ont forcé environ 60 hommes à creuser trois fosses communes dans la cour de la prison. Après, ils les ont fusillés de mitrailleuses. Ensuite, les Allemands ont commencé à faire sortir les autres prisonniers de leurs cellules et ils les ont tués devant les fosses. Pendant quelques heures du massacre on a tué plus de 600 prisonniers,.
Le massacre dans la cour de la prison était bien visible des fenêtres des cellules, et les prisonniers qui l’observaient ont compris que leur mort et sûr, donc ils n’ont rien à perdre. Les prisonniers des sections no 6 et 7 au deuxième étage se sont décidés à attaquer l’ennemi. Ensuite, sous le couvert de l’obscurité et grâce à l’aide des habitants des maisons avoisinantes, de 200 à 300 prisonniers ont réussi à s’échapper au terrain contrôlé par les insurgés.

### Massacre dans le monastère des jésuites

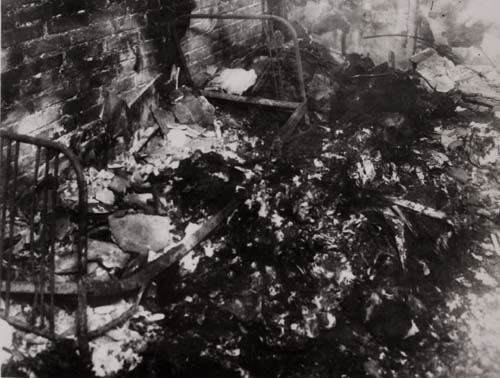
Le monastère des jésuites – lieu du massacre

Le premier jour de l’insurrection, les batailles ont eu lieu en dehors du monastère des jésuites. Plus d’une dizaine des civils n’ont pas pu rentrer à leurs maisons à cause de la fusillade dans les rues et ils se sont réfugiés dans le monastère. Le matin du 2 août, le monastère a été attaqué avec des armes antiaériennes allemandes situées à proximité, à Pole Mokotowskie, et bientôt l’unité SS de 20 personnes, envoyée probablement de Stauferkaserne, est entrée au monastère. Les officiers SS ont accusé les Polonais de tirer sur les soldats allemands. Après la fouille rapide qui n’a donné aucune preuve, les Allemands ont fait sortir abbé Edward Kosibowicz du bâtiment sous prétexte de demande d’explications complémentaires. En fait, il a été tué par le tir dans la nuque dans Pole Mokotowskie,.
Au bout de certain temps, on a fait entrer les Polonais dans une petite chambre au sous-sol du monastère et on lancé les grenades sur eux. Ensuite, pendant plusieurs heures, les soldats achevaient les blessés. Il y avait environ 40 victimes du massacre – y compris 8 prêtres et 8 frères de la Compagnie de Jésus. Les Allemands ont versé de l’essence sur le tas des cadavres et l’ont mis en feu. Les 14 personnes, dans la majorité blessées, ont réussi à sortir du tas des cadavres et échapper du monastère,.

### Meurtres sur la population civile

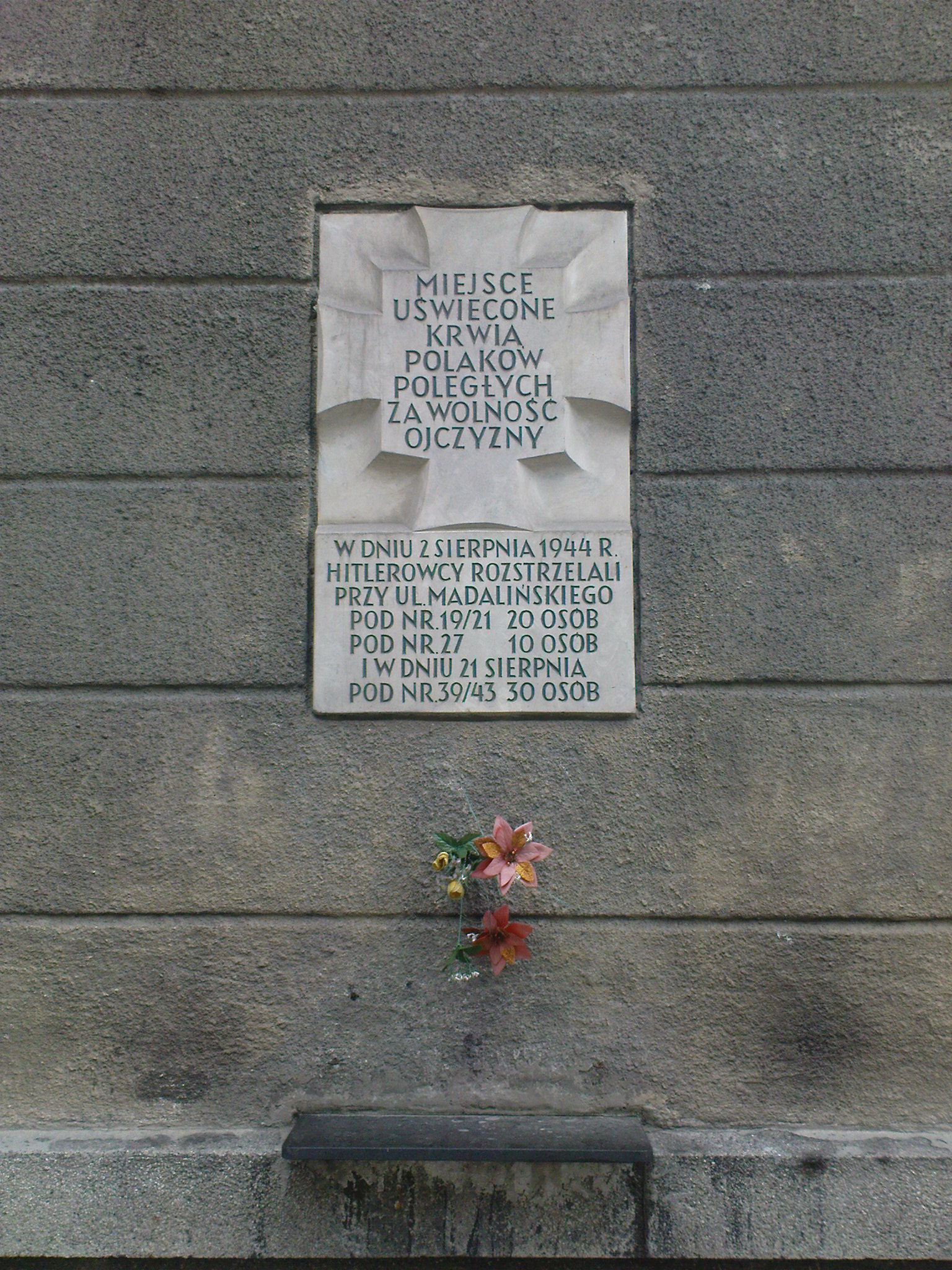
La plaque commémorant les habitants tués de la rue Madalińskiego

Au début du mois d’août, les unités allemandes à Mokotów – les troupes de la SS et de la Wehrmacht – ont fait de plusieurs actions en vue de terroriser les civils polonais, d’habitude accompagnées d’exécutions et d’incendies dans les maisons. Le 2 août, les SS de la caserne dans la rue Rakowiecka sont arrivés dans la rue Madalińskiego pour tuer la population civile. On a fusillé au moins quelques dizaines des habitants des maisons dans la rue Madalińskiego 18, 20, 19/21, 22, 23 et 25 (surtout les hommes), On a aussi tué les six habitants de la maison de la rue Kazimierzowska 76 (y compris les trois femmes et le nouveau-né),. Dans la maison de la rue Madalińskiego 27, les Allemands ont fermé les dix hommes dans une petite menuiserie et les ont brûlés vifs,.

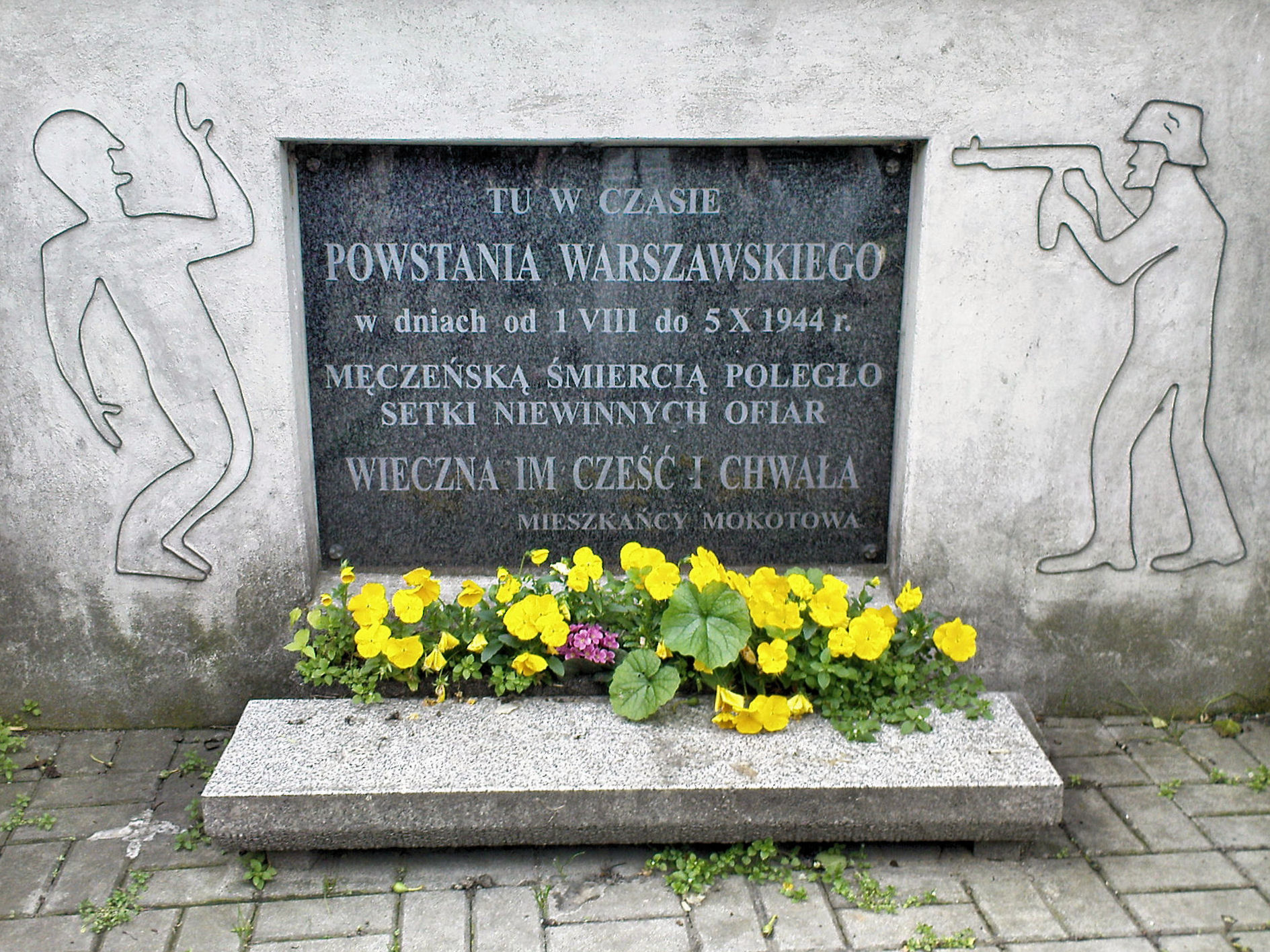
La plaque commémorant les victimes de l’exécution dans la rue Dworkowa

Le 3 août, SS-Oberführer Geibel, a renforcé une unité de gendarmerie du commissariat de la rue Dworkowa de quelques chars et il a ordonné l’action de l’extermination de la population civile dans la rue Puławska. Les gendarmes, dirigés par Oberleutnant Karl Lipscher, ont effectué une action terroriste, passant de la rue Puławska dans la direction du sud. Dans la rue Szustra (la rue Jarosław Dąbrowski d’aujourd’hui), ils ont fusillé environ 40 habitants des maisons du no 1 et 3. Ensuite, en fusillant les civils (les corps desquels ont couvert la rue Puławska), ils ont atteint la rue Boryszewska. Ce jour-là, on a tué la majorité des habitants des rues Puławska, Belgijska, Boryszewska, Wygoda,,, au moins 108 habitants des maisons de la rue Puławska 69, 71 et 73/75 et quelques dizaines des habitants des maisons de la rue Belgijska. Parmi les victimes, il y avait beaucoup de femmes et d’enfants. Les Allemands et les collaborateurs ukrainiens ont fait sortir plus de 150 personnes (en majorité les femmes et les enfants) de maisons des rues Puławska 49 et 51. Les Allemands ont arrangé les civils en groupes de trois et les ont amenés vers le siège de la gendarmerie dans la rue Dworkowa. Quand la colonne est arrivée à l’escarpement, à l’escalier menant vers la rue Belwederska (aujourd’hui le parc Morskie Oko), les Allemands ont écarté le barbelé en suggérant qu’ils ont laissé sortir les civils dans le territoire contrôlé par les insurgés. La partie des civils descendue de l’escalier, les gendarmes ont ouvert le feu des mitrailleuses. Environ 80 personnes sont tuées, y compris de nombreux enfants,. Pendant l’exécution, c’était un volksdeutsch Edward Malicki (Maliszewski) qui était particulièrement cruel. De plus, le même jour, les aviateurs allemands ont tué de 10 à 13 personnes dans la maison de la rue Bukowińska.

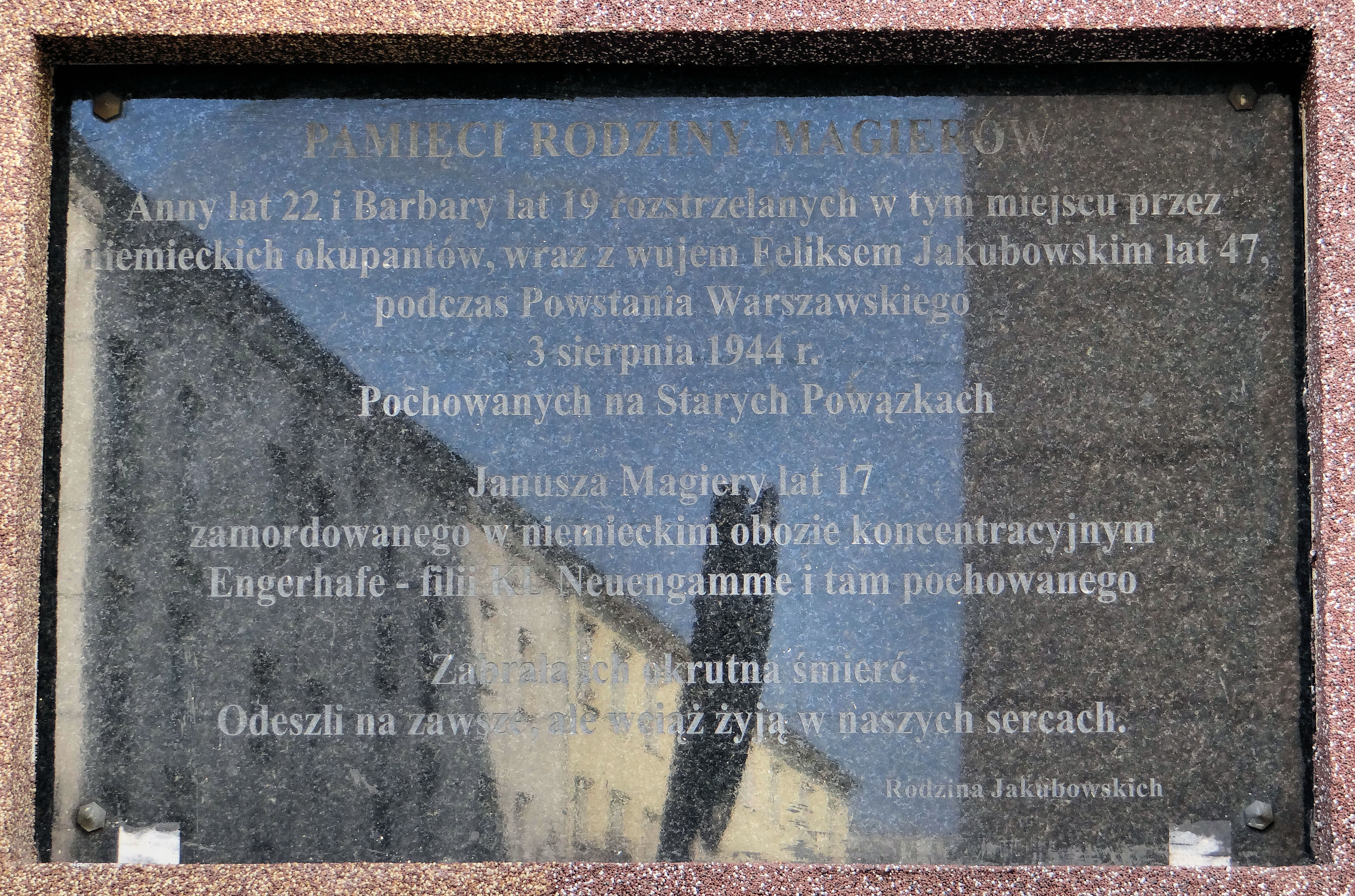
La plaque commémorant les membres de la famille Magiera, tués dans l’exécution de la rue Puławska

Le 4 août, les deux compagnies du régiment « Baszta » ont échoué à une attaque au siège de la gendarmerie dans la rue Dworkowa. Après avoir réfuté les forces polonaises, les Allemands ont décidé de se venger sur la population civile. Les gendarmes de la rue Dworkowa avec les collaborateurs ukrainiens de l’école de la rue Pogodna ont bouclé la rue Olesińska (située vis-à-vis du siège de la gendarmerie). Quelques centaines d’habitants des maisons de la rue Olesińska 5 et 7 ont été chassés vers le sous-sol et tués par les grenades. Les personnes essayant d’échapper ont été tuées de l’arme automatique. Il y avait de 100 à 200  victimes du massacre. C’était une de plus grandes crimes commis à Mokotów pendant l’insurrection de Varsovie.
Le 4 août, il y avait aussi la pacification dans la rue Rakowiecka et dans ses environs. Les SS de Stauferkaserne et les aviateurs de la caserne dans la rue Puławska sont entrés dans les maisons en lanҫant les grenades et en tirant sur les habitants. On a tué environ 30 habitants de la rue Rakowiecka 5, 9 et 15, et au moins 20 habitants de la rue Sandomierska 19/21 et 23. Les aviateurs ont laissé les deux femmes blessées dans la maison incendiée pour qu’elles brûlent vives.
Le 5 août, il y avait aussi une vague de crimes sur la population civile. Le soir, les SS et les policiers envoyés du siège de la Sicherheitspolizei de la rue Aleja Szucha ont encerclé les maisons dans les rues Puławska, Skolimowska, Chocimska et la foire de Mokotów. Ensuite, ils ont tué environ 100 habitants des maisons de la rue Skolimowska 3 et 5, et environ 80 habitants de la maison de la rue Puławska 11. Parmi les victimes, il y avait les insurgés y cachés, y compris le capitaine Leon Światopełk-Mirski « Leon », commandant de la région III dans le District V « Mokotów ». Les corps des victimes ont été couverts de l’essence et brûlés. Le même jour, les aviateurs allemands ont aussi tué de 10 à 15 personnes cachées dans la casemate de la rue Bukowińska 61.
Dans les jours suivants, les Allemands incendiaient toujours les maisons et chassaient les habitants des régions de Mokotów prises par l’occupant. On aussi fusillait les civils. Le 11 août, on a tué environ 20 habitants de l’immeuble de la rue Aleja Niepodległości 132/136 (y compris quelques femmes). Le 21 août, on a fusillé environ 30 habitants de la maison de la rue Madalińskiego 39/43, et le jour suivant – les 7 personnes de la maison de la rue Kielecka 29A. Selon d’autres relations, en août et en septembre 1944, les Allemands ont fusillé près de 60 civils, y compris les femmes, vieillards et enfants, sur le terrain des jardins communautaires dans la rue Rakowiecka.

### Crimes dansStauferkaserne

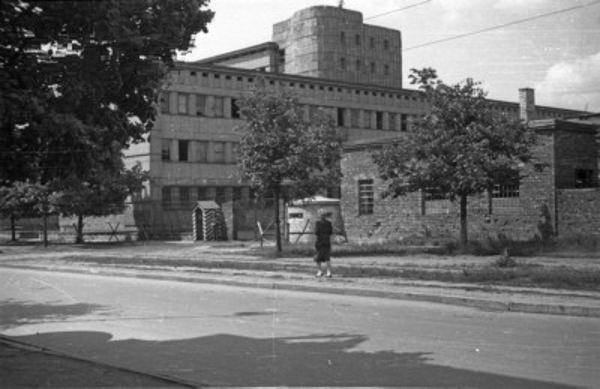
Stauferkaserne – vue du côté de la rue Rakowiecka/ du coin de la rue Kazimierzowska

À partir du 2 août, les Allemands chassaient les habitants polonais de Mokotów. La caserne de la SS de la rue Rakowiecka 4 (Stauferkaserne) a été transformée en prison provisoire. On l’a emprisonné surtout les hommes, on les a traités comme otages et leur a imposé une discipline stricte. Les Polonais ont été détenus dans les conditions inhumaines et traités d’une manière très brutale. Les prisonniers obtenaient les rations alimentaires minimales (par exemple le premier groupe d’hommes dans Stauferkaserne a obtenu quelque chose à manger le lendemain de leur arrivée). Les prisonniers ont été battus chaque jour. Le travail des prisonniers consistait à nettoyer les latrines, démonter les barricades, nettoyer les chars, enterrer les corps des morts, creuser les tranchées, nettoyer les rues, transporter et charger les biens volés par les Allemands sur leurs voitures. Nombreux travaux viseaient à épuiser et humilier les détenus. Les conditions de vie très difficiles ont conduit à l’épuisement des prisonniers et à l’éclatement d’une épidémie de dysenterie.
Lors de l’insurrection, sur le terrain de Stauferkaserne les Allemands ont tué au moins 100 Polonais. Entre autres, le 3 août, les Allemands ont choisi 45 prisonniers au hasard, ensuite ils les ont fait sortir de la prison dans les groupes des 15 personnes et les ont fusillé en dehors de la caserne. Le jour suivant, on a tué dans la cour de Stauferkaserne un groupe d’environ 40 hommes de la maison située à l’intersection des rues Narbutta et Aleja Niepodległości,. Sur le terrain de la caserne, il y avait souvent les exécutions individuelles, ordonnées par SS-Obersturmführer Patz. Une fois, un prisonnier a été pendu devant les yeux des autres. De plus, la partie des prisonniers a été exportée en voitures de la Gestapo vers une destination inconnue et on ne les a plus revu. Probablement, ils ont été tués dans les environs du siège de Sicherheitspolizei dans la rue Aleja Szucha. Cependant les femmes emprisonnées dans Stauferkaserne ont été chassées devant les chars allemands vers les barricades des insurgés,.

## Pacification de Sadyba
À partir du 19 août, le quartier Sadyba était occupé par les troupes de l'Armée de l'intérieur, arrivées de Lasy Chojnowskie. Sadyba, contrôlé par les Polonais, isolait du côté sud des positions d'insurgés dans le quartier Dolny Mokotów. Le général Günther Rohr qui a dirigé les forces allemandes dans les quartiers du sud de Varsovie, a été chargé de la prise du quartier par SS-Obergruppenführer Bach. C'était la première étape de l'action de réculer les insurgés des bords de la Vistule. À partir du 29 août, les unités allemandes attaquaient Sadyba. Le quartier était aussi bombardé d'une manière intensive par l'armée de l'air allemande et canonné de l'artillerie lourde. Finalement, le 2 septembre, les troupes de Rohr ont réussi à envahir Sadyba. Environ 200 défenseurs du quartier sont morts. Peu de soldats de l'Armée de l'intérieur se sont reculés sur le terrain contrôlé par les insurgés dans le quartier Mokotów.
Après avoir assiégé Sadyba, les Allemands ont tué tous les insurgés pris comme otages. On a achevé les blessés,. Il y avait aussi une vague des crimes contre la population civile. Les soldats allemands, entre autres les membres de la Luftwaffe, lanҫaient les grenades dans les abris des civils et font les exécutions. Parmi les victimes, il y avait non seulement les jeunes hommes soupçonnés de participer à l'insurrection, mais aussi les femmes, vieillards et enfants. Plus tard, on a trouvé dans l'une des fosses communes les corps de 8 femmes nues, les bras attachés par le barbelé,. Après la chute de Sadyba, on a tué au moins 80 habitants des rues Podhalańska, Klarysewska et Chochołowska. L'une des victimes du massacre, c'était Józef Grudziński, militant du mouvement populaire, vice-président de Rada Jedności Narodowej (fr. Conseil d'entente nationale). Selon les relations des témoins, les soldats allemands tuaient les habitants de Sadyba en invoquant les ordres du commandement sur la liquidation de tous habitants de Varsovie. Après avoir envahi Sadyba, les Allemands ont chassé quelques milliers des civils sur le terrain de la forteresse Piłsudski, où l'intervention du général allemand leur a sauvé la vie. Probablement, c’était SS-Obergruppenführer Bach, qui a écrit dans son journal qu'il est passé « le long des milliers prisonniers et civils » en faisant les « discours ardents » dans lesquels ils leur a garanti la vie. Néanmoins, sur le terrain de la forteresse, on a tué quelques jeunes hommes soupҫonnés de participer à l’insurrection.

## Chute de Mokotów

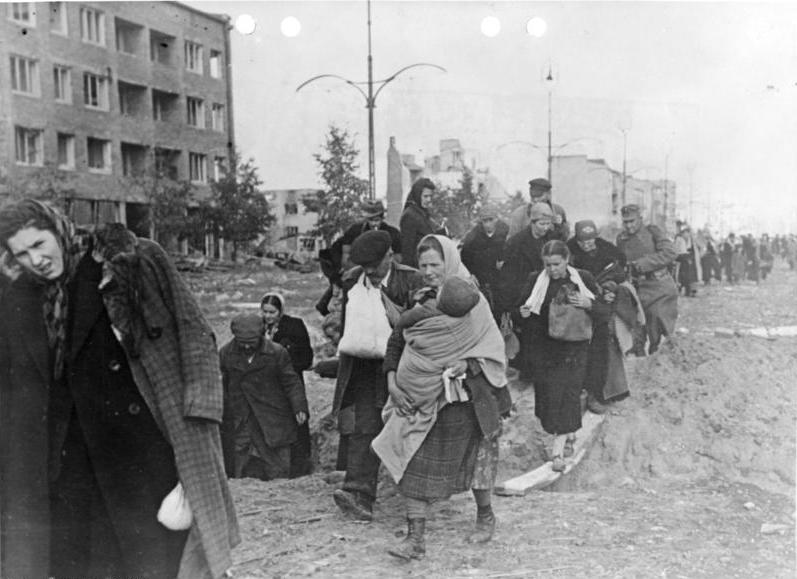
La population civile chassée de Mokotów

Le 24 septembre 1944, les unités allemandes ont attaqué le quartier Górny Mokotów. Après quatre jours des batailles féroces, le quartier est tombé. Comme dans les autres quartiers de Varsovie, les soldats allemands ont tué les blessés et le personnel médical dans les hôpitaux pour les insurgés. Le 26 août, on a fusillé ou brûlé vifs plus d’une dizaine des blessés dans l’hôpital de la rue Czeczota 17 et dans le centre de secours de la rue Czeczota 19. Le même jour, dans l’hôpital pour les insurgés dans la rue Aleja Niepodległości 117/119, les Allemands ont fusillé une ambulancière, Ewa Matuszewska « Mewa », et ils ont tué le nombre inconnu des blessés par les grenades. Après la capitulation de Mokotów (le 27 septembre), SS-Obergruppenführer Bach a garanti la vie aux insurgés pris comme les prisonniers. Néanmoins, les Allemands ont tué le nombre inconnu des Polonais gravement blessés dans les sous-sols des maisons de la rue Szustra (entre les rues Bałuckiego et Puławska), et ils ont incendié l’hôpital de la rue Puławska 91, où plus de 20 personnes sont mortes,.
Les Allemands ont chassé les habitants des parties de Mokotów prises par l’occupant en faisant les pillages et les incendies. Dans la rue Kazimierzowska, on a fusillé plus de 70 hommes soupҫonnés d’avoir participé à l’insurrection. La bataille finie, les Allemands ont regroupé la population civile avec les insurgés blessés dans l’hippodrome de Służewiec, et ensuite ils les ont transportés vers le camp de transit à Pruszków.

### Exécution dans la rue Dworkowa

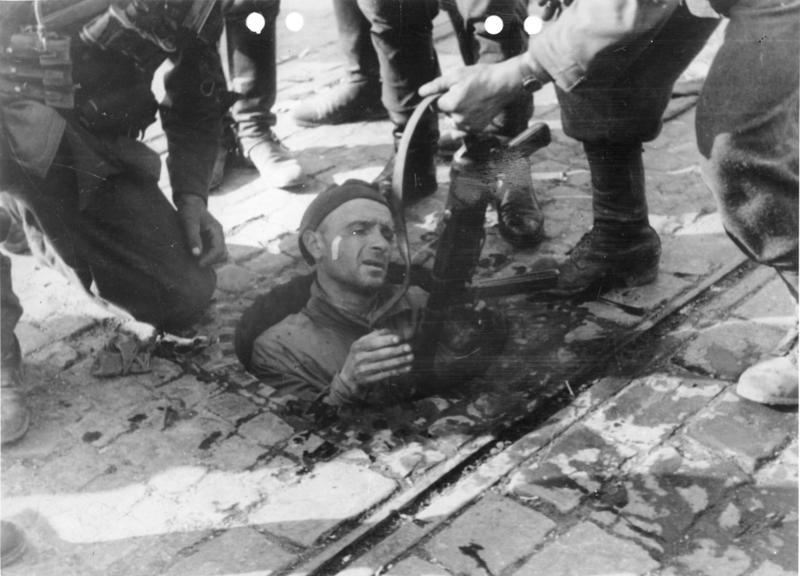
L’un des insurgés capturés dans des environs de la rue Dworkowa

Après quelques jours de l’attaque on s’est rendu compte que les Allemands sont beaucoup plus nombreux, donc la chute du quartier est inévitable. Le 26 septembre du soir, les troupes de la 10e division d’infanterie de l’Armée de l’intérieur, sur l’ordre du commandant, lieutenant-colonel Józef Rokicki « Daniel », ont commencé l’évacuation par les canaux vers le quartier Śródmieście, occupé par les Polonais.
Pendant l’évacuation chaotique, la partie des insurgés s’est perdue dans les canaux, et après quelques dizaines d’heures, ils sont sortis sur le terrain occupé par les Allemands. On a capturé les insurgés et les civils, et les on emmenés dans le commissariat de la gendarmerie de la rue Dworkowa. Là, les Allemands ont séparé les civils et la partie des ambulancières et des agents de liaison du reste des capturés. Ensuite, on a ordonné aux soldats de l’Armée de l’intérieur d’agenouiller sur le bord de l’escarpement. Quand l’un des insurgés ne pouvait plus supporter la tension et il a essayé de prendre l’arme du gardien, les policiers de l’Ordnungspolizei ont fusillé tous les prisonniers de l’Armée de l’intérieur,. Environ 140 prisonniers sont morts dans le massacre.
D’autres 98 insurgés, capturés après la sortie des canaux, ont été fusillés dans la rue Chocimska. Avant l’exécution, les Allemands ont torturé les prisonniers en les forҫant à s’agenouiller avec les mains levées et en les frappant avec les crosses des fusils.

## Responsabilité des auteurs
Le 8 août 1944, pendant l’insurrection, les soldats de l’Armée de l’intérieur ont emprisonné SS-Untersturmführer Horst Stein, qui avait dirigé le massacre de la rue Olesińska les quatre jours avant. Stein a été traduit devant la cour martiale et il a été condamné à mort et exécuté.
En 1954, le tribunal régional de Varsovie a condamné à vie SS-Brigadeführer Paul Otto Geibel, commandant des unités de la SS et de la police qui ont commis de nombreux crimes à Mokotów. Le 12 octobre 1966, Geibel s’est suicidé dans la prison de Mokotów. Dr Ludwig Hahn, commandant de la SD et de la police de sûreté de Varsovie qui a dirigé avec Geibel la défense du quartier de la police, vivait à Hambourg sous son vrai nom pendant plusieurs années. Il a été jugé devant le tribunal en 1972, et après les deux ans de procès, il a été condamné à une peine de prison de 12 ans. Dans le procès en révision, le jury de Hambourg a changé la peine en condamnation à vie (1975). Cependant Hahn a quitté la prison en 1983 et il est mort trois ans plus tard.
En 1980, le tribunal de Cologne a déclaré SS-Obersturmführera Martin Patz, commandant du troisième bataillon de réserve du Panzergrenadier coupable du massacre sur 600 prisonniers de la prison de Mokotów et l’a condamné à 9 ans de prison. Dans le même procès, Karl Misling a été condamné à 4 ans de prison.